# Krystyna Orzechowska-Juzwenko
Krystyna Aniela Orzechowska-Juzwenko (ur. 1933, zm. 19 kwietnia 2025) – polska farmakolożka, profesor nauk medycznych.

## Życiorys
W 1988 r. uzyskała tytuł profesora nauk medycznych. Została pracownikiem naukowym w Katedrze i Zakładzie Farmakologii Klinicznej na Wydziale Farmaceutycznym z Oddziałem Analityki Medycznej Akademii Medycznej im. Piastów Śląskich.
Była członkiem Komitetu Terapii i Nauk o Leku PAN, członkiem zarządu Polskiego Towarzystwa Farmakologii Klinicznej i Terapii, oraz wiceprezesem Towarzystwa Terapii Monitorowanej.

## Odznaczenia i wyróżnienia
- Złota Odznaka Honorowa „Academia Medica Wratislaviensis”[2]
- Krzyż Oficerski Orderu Odrodzenia Polski[2]
- Medal Komisji Edukacji Narodowej[2]